# Шимановський Олександр Віталійович
Олекса́ндр Віта́лійович Шимано́вський (нар. 16 березня 1955, Київ) — український науковець-будівельник, доктор технічних наук, професор, член-кореспондент НАН України (2004, будівельна механіка), заслужений діяч науки і техніки України.

## Життєпис
Народився 1955 року в Києві. Син науковця-будівельника Віталія Шимановського. 1977 року закінчив Київський інженерно-будівельний інститут, де й працював до 1985 року.
Протягом 1985—1995 років — у науково-дослідних й науково-виробничих організаціях промисловості та будівництва. В 1995—2000 роках — професор Київського міжнародного авіаційного університету, з 2000-го — голова правління ВАТ «УкрНДІпроектстальконструкція ім. В. М. Шимановського», від 2010 року — генеральний директор ТОВ «Український інститут сталевих конструкцій ім. В. М. Шимановського».
Наукові дослідження полягають в галузі будівельної механіки, міцності і стійкості конструкцій.
Розвивав методи чисельного розрахунку, підвищення міцності, визначення ресурсу і перепризначення термінів експлуатації конструкцій — в атомній енергетиці, нафтогазовій промисловості, транспорті та будівництві.
Серед патентів:
- «Камера для обробки металів вибухом» 2012 співавтори Бризгалін Андрій Генадійович, Буштедт Юрій Петрович, Хуго Грюневельд, Добрушин Леонід Давидович, Ілларіонов Сергій Юрійович, Патон Борис Євгенович, Попов Михайло Павлович, Фадєєнко Юрій Іванович, Шльонський Павло Сергійович, Чорномиз Микола Дмитрович
- «Сейсмоізолююча гумометалева опора», співавтор Кранцфельд Яків Львович.